# How to Be Dead
"How to Be Dead" é um single da banda Snow Patrol do álbum Final Straw. Ele foi lançado em 2004, levemente remixado da versão do álbum.
A música lenta, com letras detalhando uma conversa entre um casal.
A música apareceu nas trilhas sonoras de American Pie: Band Camp e Wicker Park.

## Faixas
- CD

1. "How to Be Dead (CLA Mix)" - 3:23
2. "You Are My Joy (Ao vivo do Somerset House)" - 3:20
3. "Chocolate (Grand National Mix)" - 4:58

- Alemanha 3" CD

1. "How to Be Dead (CLA Mix)" - 3:23
2. "You Are My Joy (Ao vivo do Somerset House)" - 3:20

- 7"

1. "How to Be Dead (CLA Mix)" - 3:23
2. "You Are My Joy (Ao vivo do Somerset House)" - 3:20

Nota: Ainda que mencionado em alguns lugares a faixa "Breathing Fire (Demo Version)" não é uma b-side no lançamento em vinil. A original dessa faixa é desconhecida, embora possa ter sido um trabalho escolhe o nome para "Ways And Means" que apresenta as seguinte letras "Breathing fire is never this much fun".
- Promo CD

1. "How to Be Dead (CLA Edited Mix)" - 3:12

## Paradas musicais
| Paradas (2004)         | Melhor posição |
| ---------------------- | -------------- |
| Official UK Top 40     | 39             |
| Irlanda Singles Top 50 | 42             |